# Oaza Amery’ego

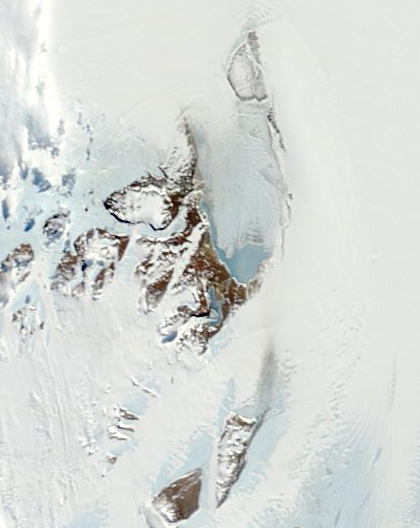
Zdjęcie satelitarne oazy, w centrum widoczne jezioro Beaver

Oaza Amery’ego – oaza antarktyczna położona u stóp północno-wschodnich Gór Księcia Karola, na Ziemi Mac Robertsona na Antarktydzie Wschodniej.

## Geografia
Oaza ta jest obszarem odsłoniętym spod pokrywy lodowcowej. Znajduje się w miejscu, w którym Lodowiec Lamberta wchodzi na zatokę i staje się Lodowcem Szelfowym Amery’ego. W centrum oazy znajduje się jezioro episzelfowe Beaver Lake o długości 50 km i szerokości od 20 do 30 km. Ponad nim, w masywie McLeoda, znajduje się inne jezioro, Radok Lake, będące najgłębszym jeziorem na powierzchni kontynentu. Na jego powierzchni pływa jęzor lodowcowy z lodowca Battye. Woda z tego jeziora odpływa do Beaver Lake przez sześciokilometrowej długości wąwóz Pagodroma Gorge, świadczący o dawniej gwałtownym przepływie wody. Wąwóz został nazwany od petreli śnieżnych (Pagodroma nivea), gnieżdżących się w jego piaskowcowych ścianach.

## Geologia
Skały krystaliczne tworzące metamorficzne podłoże prekambryjskie odsłaniają się tylko po zachodniej stronie Radok Lake i na południowo-wschodnim brzegu Beaver Lake. Resztę oazy tworzą skały osadowe utworzone w późnym paleozoiku i wczesnym mezozoiku, tzw. grupa Amery’ego. W proterozoicznych i paleozoicznych osadach występują intruzje skał skał magmowych. Ponadto występują osady glacjalne odłożone w kenozoiku, tworzące sekwencję o miąższości sięgającej 400 m. W połowie lat 50. XX wieku w Oazie Amery’ego Australijczycy odkryli złoża węgla.

## Obecność ludzka
Gładki lód powierzchni Beaver Lake stanowił dogodne lądowisko dla samolotów przywożących badaczy i sprzęt. W II połowie XX wieku prace geologiczne w Oazie Amery’ego i Górach Księcia Karola prowadzili naukowcy z Australii i Związku Radzieckiego. W 1957 roku Australijczycy założyli letni obóz na lodzie jeziora, od stycznia 1995 nowy obóz działa na zachodnim brzegu jeziora. W 1982 roku radzieccy polarnicy założyli na półwyspie Jetty we wschodniej części oazy letnią stację polarną, nazwaną Sojuz.